# Hvang Gjoan
Hvang Gjoan (hangul: 황교안, handzsa: 黃敎安, RR: Hwang Kyo-ahn; Szöul, 1957. április 15.) Dél-Korea miniszterelnöke és ideiglenes elnöke Pak Kunhje (Park Geun-hye) hatalomból való eltávolítása után.

## Élete
Hvang (Hwang) Szöulban, Dél-Koreában született 1957-ben. A Szonggjungvan (Sungkyunkwan) Egyetemen szerzett diplomát, majd ügyészként dolgozott.
2015. május 21-én Pak Kunhje (Park Geun-hye), az akkori dél-koreai elnök kinevezte miniszterelnökké Hvang (Hwang)-ot.
2016. december 9-én a Kukhö (Gukhoe) 234 igen, 56 nem szavazat révén eltávolította a hatalomból Pak (Park) elnöknőt, és helyét ideiglenesen Hvang (Hwang) vette át, az alkotmánybíróság végleges döntéséig.
A dél-koreai alkotmánybíróság 2017. március 10-én 8 igen 0 nem szavazattal véglegesítette Pak Kunhje (Park Geun-hye) hatalomból való eltávolítását.
Házas, két gyermek édesapja.